# Pornografija
Pornografija (grško porne: vlačuga, prostitutka, grafi: pisava) je prikazovanje spolnosti z namenom spolnega vzburjenja. Pornografijo najdemo v različnih oblikah: animacije, slike, filmi, videi, pisana dela, video igrice, mediji. Sam izraz ne zajema javnih predstav, kot so seks šovi in striptizete. Danes primarno obliko pornografije predstavljajo pornografske zvezde, ki pozirajo za pornografske slike in ki sodelujejo v pornografskih filmih in videih. 

### Uporabniki pornografije
Na splošno je sprejeto, da so moški pretežni uporabniki pornografije. V tem diskurzu pa se pogosto ženske izključi z miselnostjo, da žensko populacijo pornografija ne zadene toliko oz. zanjo pretežno sploh ni relevantna. Raziskava iz leta 2018 in letno poročilo iz leta 2019 pa predstavljata drugačna dejstva. Med drugim so želeli ugotoviti, koliko moških in koliko žensk gleda pornografijo. Izmed 1415 anketiranih se jih je v raziskavi iz leta 2018 556 opredelilo za moške in 836 za ženske, od tega jih kar 91,5 % moških in 60,2 % žensk gleda pornografijo. Čeprav je procent pri moških večji, ne izpodbije dejstva, da je več kot polovica žensk tudi podvržena pornografiji. V letnem poročilu spletne strani Pornhub iz leta 2019 so ugotovili, da je vsaka tretja uporabnica ženska.
Poleg tega bi bilo tudi napačno sklepati, da so uporabniki pornografije zgolj odrasli (polnoletni) moški in ženske. Od leta 2008 do 2011 se je izpostavljenost pornografskim vsebinam otrokom mlajšim od trinajst let povečala iz 14 % na 49 %. Razlog za ta skok je vsenavzočnost pametnih telefonov. Ta generacija otrok ima največji dostop do pornografije, kot ga je kadarkoli imel kdorkoli v zgodovini človeštva. Problematika pornografije torej ni osredotočena zgolj na odrasle moške in ženske in napačno bi jo bilo obravnavati zgolj v okviru odraslih uporabnikov, zato je ključno, da se v celoten diskurz vključi celotno populacijo ljudi.

## Legalnost
Zakon v Sloveniji: Prikazovanje in izdelava pornografskega gradiva sta kaznivo dejanje, ki ga stori, kdor osebi, mlajši od 15 let proda, prikaže ali z javnim razstavljanjem ali kako drugače omogoči, da so ji dostopni spisi, slike, avdiovizualni ali drugi predmeti pornografske vsebine, ali ji prikaže pornografsko predstavo. Kaznivo dejanje stori tudi, kdor zlorabi mladoletno osebo za izdelavo slik, avdiovizualnih ali drugih predmetov pornografske vsebine ali jo uporabi za pornografsko predstavo.

## Nevroznanstveni pogled na pornografijo
Z znanstvenega vidika lahko k pornografiji pristopamo iz različnih smeri. Nekatere znanstvene raziskave kažejo, da je pornografija za posameznika koristna in uporabna, druge (in teh je vedno več) pa, da je za posameznika škodljiva in nevarna. Če pogledamo na pornografijo s strogo nevroznanstvenega vidika, ima gledanje pornografskih vsebin resne posledice na možgane.  
Naši možgani so nevroplastični, kar pomeni, da se neprestano spreminjajo z namenom, da bi se lahko čim boljše prilagodili okolju, da bi se lahko čim več stvari naučili in tako opravljali življenjske naloge kar se da efektivno. Vendar pri supernormalnih stimulacijah možganov, kot ga povzroča gledanje pornografije, le-te postanejo sprožilci opaznih sprememb, ki lahko negativno vplivajo na naše življenje. Nevroplastičnost v njenem najosnovnejšem pomenu besede pomeni zmožnost možganov, da se spreminjajo. Ko smo se učili voziti kolo, so se morali možgani fizično spremeniti in prilagoditi novim sposobnostim, ki smo jih želeli osvojiti. Ko sodelujemo v neki aktivnosti, ki je po možnosti prijetna in jo skozi rutino ponavljamo, se naši možgani začnejo spreminjati na način, da bodo naslednjič, ko bomo opravljali to aktivnost, boljši in bolj spretni. Tako naši možgani vzpostavljajo nove sinaptične povezave, ki s ponovitvami aktivnosti postajajo vedno močnejše. Ko so enkrat vzpostavljene, lahko postanejo zelo dolge, dolgotrajne in vzdržljive. Tako se lahko vedno znova v določeni obliki vrnemo k spretnostim, kot je vožnja kolesa, igranje instrumentov, ki smo se jih naučili pred leti in jih nekaj časa nismo ponavljali, pa se bomo vseeno (če ne v celoti pa vsaj do neke mere spomnili), kako voziti kolo ali igrati instrument. Enak proces pa se odvija tudi, če prakticiramo nezdrave navade. Če uporabnik v določenem ritmu in navadi gleda pornografijo, se njegovi možgani začnejo spreminjati in vzpostavljati povezave, na katerih želijo biti možgani čim boljši in čim bolj spretni. Posledica tega je, da začne posameznik hrepeneti po večji količini in bolj hard core pornografskih vsebinah. Tako lahko gledanje pornografije vodi v kompulzivno hrepenenje in vedenje, ki je podobno zlorabi substanc, le-to pa lahko vodi v zasvojenost.

## Prednosti pornografije
Pornografska industrija se je do danes že močno razvejala, kar lahko vidimo samo iz dostopnosti internetnih brskalnikov in poplavo pornografskih strani. Med tem ko se industrija širi in imajo do nje dostop vedno večje število otrok, obstajajo v javnem diskurzu različna mnenja o tem, ali je pornografija dobra za posameznika ali ne.
Na več spletnih straneh je govora o prednostih pornografije in njenih dobrih učinkih na posameznikovo življenje. Ta članek govori o tem, kako lahko gledanje pornografskih vsebin izboljša posameznikovo zdravje, saj med drugim samozadovoljevanje manjša raven stresa. Zagovarja zastonj pornografske spletne vsebine, saj te omogočajo, da gledalec nima pravega spolnega odnosa, kar pomeni manj priprav zanj in več prostora za domišljijo, hkrati pa preprečuje najstniško nosečnost. Pornografija naj bi po mnenju avtorja spodbujala sprejemanje samega sebe in svobodno odkrivanje svoje spolnosti, pripomogla naj bi k boljšim romantičnim odnosom, saj gledalcu z njihovo domišljijo pomagajo odkrivati, kaj vse že obstaja in je tako pomemben spolno edukativni vir za posameznika in pare. Pornografija naj bi zmanjšala agresijo in izboljša libido gledalca. Sploh, pa dodaja, je pornografija pomembna, ker zadošča vsakim specifičnim potrebam posameznika, nobena želja, domišljija ali fetiš ni izpuščen, kar omogoča gradnjo skupnosti isto mislečih oz. ljudi, ki jih vzburjajo iste stvari ali isti ljudje. Na internetu najdemo tudi več člankov in raziskav, ki govorijo v prid temu, da ima pornografija pozitiven vpliv na posameznika in na odnose in ki bi lahko zgornji članek označili za verodostojnega. Kdor je proti pornografiji, jih navadno ljudje, ki so za pornografijo, označijo kot ideologe, ki izhajajo iz fanatičnih verskih prepričanj in za katerimi ne stojijo znanstveni dokazi. Pro-pornografske znanstvenike pa znotraj te tematike zanima predvsem holističen pristop do pornografije. Priznavajo, da ima pornografija ''stranske učinke'', vendar želijo nanjo gledati tudi iz pozitivne perspektive. Bazen znanstvenih raziskovanj, ki se osredotočajo na stranske učinke in škodljivosti pornografije, se veča in tako z dokazi in pričevanji bivših pornografskih zvezd razkriva pornografsko industrijo. 

## Slabosti pornografije
Medtem ko najdemo na spletu argumente za pornografijo, najdemo tudi veliko argumentov proti pornografiji. Nereligiozna, neprofitna, nevladna organizacija Fight The New Drug, ki želi ozavestiti javnost o pornografiji na podlagi znanosti, dejstev in osebnih pričevanj, tako navaja veliko mitov in zmot, ki vodijo družbo v vrednotenje pornografije kot dobre in koristne za posameznika in par. 

### Možnost zasvojitve
Zaradi specifičnega vpliva, ki ga ima gledanje pornografskih vsebin na možgane gledalca, lahko to vedenje postane kompulzivno in v ekstremnih primerih pelje tudi do zasvojenosti kar povzroči hormon dopamin. Ta hormon in rutina gledanja pornografije posameznika vedno bolj vodi v ponavljanje vedenja z namenom doseganja istega učinka, kar vodi v zasvojenost. Le-ta pa se kaže na način, da posameznik začenja izpuščati druženje s prijatelji, igranje športov, opravljanje obveznosti, itd., kar ga posledično začenja izolirati od svojih najdražjih. Napačno bi bilo sklepati, da je pornografija škodljiva samo v primeru, ko je posameznik z njo že zasvojen. Ker vse, kar delamo, vpliva na sinaptične povezave v naših možganih, in ko vedenje postane navada (in še ne zasvojenost), že spreminja percepcijo posameznika nase, na svoje bližnje in na svet kot tak . Poleg tega pornografija ne škoduje zgolj neposrednemu uporabniku, ampak tudi njegovemu partnerju. Verjetno redko kdo gleda pornografske vsebine z namenom, da bi škodoval svojim partnerjem. Raziskave pa kažejo, da imajo pornografski uporabniki nižje zadovoljstvo v odnosih, manj so intimni s svojimi partnerji, manj so zvesti v odnosih , manj so zadovoljni z romantičnim in spolnim življenjem in bolj je verjetno, da bodo svojega partnerja prevarali. Vse to pa je posledica sprememb v možganih tako še ne zasvojenih kot tudi že zasvojenih uporabnikov. 

### Nasilje nad pornografskimi igralci
Govorice, ki širijo mit, da so porno igralci plačani za svoje delo, da so se strinjali s tem, kar posnamejo v videu, da je vse dogovorjeno in pravično, je verjetno za nekatere res realnost, najdemo pa mnogo pričevanj, ki temu nasprotujejo. Te zgodbe odkrivajo, kakšne zlorabe, posilstva, neprostovoljna snemanja, razvrednotenja in ponižanja doživljajo pornografski igralci na sceni. Po pričevanjih nekdanjih pornografskih igralcev, pornografska industrija zlorablja  in izkorišča svoje igralce, zahteva uprizarjanje nasilnih prizorov, ki igralcem niso po volji, snema posilstva, preprodaja svoje igralce, trguje s seksom, s strani producentov in drugih (po navadi moških) sodelavcev so (po navadi ženske) igralke žrtve spolnih napadov, mnogo igralcev je v pornografsko industrijo pripeljanih preko različnih zvodnikov  ali pa sploh niso vedeli, da so se njihovi posnetki pojavili na pornografskih straneh. Ker je spekter izkoriščanja v pornografski industriji tako širok in ker je to izkoriščanje zamaskirano, je iz uporabnikovega vidika skoraj nemogoče presoditi, kdaj je igralec svobodno in prostovoljno privolil v uprizorjeni akt.

### Popačen pogled na spolni odnos in spolnost
Medtem ko je spolni odnos naraven, je pornografija zrežiran produkt. Težava z načinom zadovoljevanja svojih spolnih potreb zaradi gledanja pornografije je v tem, da pornografija popači gledalčev pogled na spolnost, intimnost, samopodobo, spolni odnos, romantične odnose, poleg tega so raziskave pokazale tudi manjše spolno zadovoljstvo, večje izogibanje v odnosih in več anksiozne navezanosti tako med hetero- kot homoseksualnimi posamezniki. Sodobne raziskave tako obsojajo pogled na pornografijo, da ta pomaga pri spolnem življenju posameznika, para in odnosa. Dejstvo je, da je pornografija narejena za zabavo in ne za izobraževanje. Res je, da se lahko marsikaj naučimo ob tem, ko opazujemo druge, vendar če je to pornografski video posnetek, pri katerih je v večini uprizorjen nasilen spolni odnos, ta pa zamaskiran na način, da v 95 % pornografski igralec na nasilje odgovori z užitkom, gledalec dobi napačno informacijo o tem, kaj pomeni spolni odnos. Gledalec, sploh če je to mlajši uporabnik, dobi sporočilo, da sta nasilje in spolni odnos med seboj povezana. Najbolj obsežna raziskava o pornografskih vsebinah do sedaj, ki so jo objavili aprila 2021, je v času šestih mesecev analizirala tri najbolj popularne porno spletne strani – Pornhub, XVideo in XHamster – in dokazala, da en od osmih video vsebin že v naslovu videa opisuje spolno nasilna dejanja. V svetu pornografije nasilje ni zgolj stranski produkt ali ''nesreča'' scenarija, ampak je sam cilj vsebine, kar dokazujeta dve nedavni raziskavi. Pri tem gre za razvrednotenje človeka, v 94 % gre za ženske porno igralko, saj se ravno nad njimi izvaja največ nasilja. Pornografija tako ni mesto, kjer bi se lahko posameznik učil, kaj pomeni spolni odnos, ampak je bolj mesto, kjer se posameznik nauči, kaj spolni odnos ni. Pri tem pa pride do težave, da gledalec tega ne prepoznava na tak način, kar pomeni, da ga vodi v popačeno sliko spolnega odnosa, vrednotenja svojega in nasprotnega spola in tudi popačeno sliko samega sebe.

### Popačen pogled na partnerja
Zaradi vpliva gledanja pornografije na možgane in sprememb, ki nastanejo v možganih, lahko postanejo uporabniki pornografije veliko manj zainteresirani za spolni odnos s svojimi partnerji. Razlog je v tem, da so uporabniki naučeni, da je njihov partner tako vizualno popoln, kot je v posnetku porno igralec ali igralka, da so vedno pripravljeni na spolni odnos, da so vedno pripravljeni zadovoljiti vsako željo uporabnika, da ne potrebujejo nobenega premora in da partnerji sami nimajo svojih želja. To vodi v nezadovoljstvo v odnosu, partner ima lahko občutek, da ni dovolj dober, da ni dovolj privlačen ali pa da ne bo moral nikoli zadovoljiti potreb svojega partnerja. Motnja erekcije ali erektilna diskunfija postaja tudi vedno večja težava vedno večjega števila moških, ki so uporabniki pornografije.

## Katoliški pogled na pornografijo
Rimokatoliška Cerkev pornografijo in celotno pornografsko industrijo strogo obsoja in pravi, da ne more biti nikoli upravičena in da je vedno napačna. Svoje temelje postavlja v Sveto pismo in v Katekizem Katoliške Cerkve. Svoje stališče argumentira iz samega izvira dostojanstva moškega in ženske, vrednotenja telesa, poklicanosti k daritveni ljubezni, vrednotenja spolnosti in spolnih želja in prakticiranja čistosti.
Katekizem Katoliške Cerkve opredeljuje pornografijo sledeče:
''Pornografija je v tem, da dejanska ali simulirana spolna dejanja iztrgajo iz intimnosti partnerjev in jih premišljeno razkazuje tretjim osebam. Pornografija žali čistost, ker pači naravo zakonskega dejanja, ki je intimno podarjanje zakoncev drugega drugemu. Pornografija je huda kršitev dostojanstva tistih, ki se ji predajajo (igralci, trgovci, občinstvo), kajti tu vsakdo postane za drugega predmet odurne naslade in nedovoljenega dobička. Ene in druge potegne v slepilo nekega izumetničenega sveta.'' (KKC 2354)